# بوب هوك (سياسي أسترالي)
روبرت جيمس لي هوك (بالإنجليزية: Robert James Lee Hawke)‏، الذي اشتهر باسم بوب هوك (بالإنجليزية: Bob Hawke)‏ ـ (9 ديسمبر 1929 ـ 16 مايو 2019) هو سياسي أسترالي، كان رئيسًا لوزراء أستراليا وزعيمًا لحزب العمال الأسترالي في الفترة من 1983 إلى 1991. كان هوك أيضًا عضوًا ببرلمان أستراليا عن دائرة ويلس في الفترة من 1980 إلى 1992.
بعد عقد من الخدمة في هذا المنصب، أعلن هوك عن نيته في دخول مجال السياسة، وانتُخب لاحقًا في مجلس النواب كنائب عن حزب العمال عن دائرة ويلس في فيكتوريا. بعد ثلاث سنوات، قاد حزب العمال إلى فوز ساحق في انتخابات عام 1983 وأدى اليمين كرئيس وزراء أستراليا الثالث والعشرين. واستمر في قيادة حزب العمال للفوز ثلاث مرات أخرى، في أعوام 1984 و1987 و 1990، ما جعله الزعيم الأكثر نجاحًا انتخابيًا والأطول خدمة في التاريخ.
أنشأت حكومة هوك الرعاية الطبية والرعاية الأرضية، وتوسطت في اتفاق الأسعار والدخل، وأنشأت منتدى التعاون الاقتصادي للدول الآسيوية والمحيط الهادئ وتعويم الدولار الأسترالي وحررت القطاع المالي وأدخلت خطة مساعدة للأسر وسنت قانون التمييز على أساس الجنس لمنع التمييز بين الذكور والإناث في مكان العمل وأعلنت «فلتقدمي يا أستراليا الجميلة (Advance Australia Fair)» ليكون النشيد الوطني للبلاد، كما بدأت هذه الحكومة في تخطيط معاشات التقاعد لجميع العمال وأشرفت على تمرير قانون أستراليا الذي أزال جميع الاختصاصات المتبقية للمملكة المتحدة من أستراليا. خلال فترة توليه منصب رئيس الوزراء، سجل هوك أعلى تصنيف شعبي قيس على الإطلاق من خلال استطلاع للرأي الأسترالي، إذ وصلت نسبة الموافقة على توليه المنصب إلى 75٪  في عام 1984.
في يونيو 1991، تحدى أمين الخزانة بول كيتنغ بوب لتولي المنصب بدل منه لكنه لم ينجح، وذلك بعد أن اعتقد تراجع بوب عن اتفاقية كيريبيلي. شن كيتنغ التحدي الثاني بعد ستة أشهر، ولكنه نجح هذه المرة بفارق ضئيل. تقاعد هوك لاحقًا من البرلمان، إذ مارس بعد ذلك مهنة تجارية وتكفل بالعديد من القضايا الخيرية، حتى وفاته في عام 2019، عن عمر يناهز 89 عامًا. ويظل هوك الرئيس الأطول خدمة في حزب العمال وثالث رئيس وزراء في أستراليا حاكم لأطول فترة حكم. وهو أيضًا رئيس الوزراء الوحيد الذي ولد في جنوب أستراليا والوحيد الذي نشأ في غرب أستراليا.

## أولى سنوات حياته وتعليمه
ولد بوب هوك في 9 ديسمبر 1929 في بوردرتاون، جنوب أستراليا، وهو الطفل الثاني لآرثر هوك (1898-1989) (المعروف باسم كليم)، وهو قسيس أبرشي، وزوجته إديث إميلي (لي) (1897-1979) (المعروفة باسم إيلي)، وهي مدرسة ابتدائية. كان عمه، ألبرت، رئيس وزراء العمال في أستراليا الغربية بين عامي 1953 و 1959.
توفي شقيق هوك والمسمى نيل والذي كان يكبره بسبع سنوات، عن عمر يناهز السابعة عشر بعد إصابته بالتهاب السحايا، والذي لم يكن له علاج في ذلك الوقت.

## روابط خارجية
- بوب هوك على موقع IMDb (الإنجليزية)
- بوب هوك على موقع الموسوعة البريطانية (الإنجليزية)
- بوب هوك على موقع مونزينجر (الألمانية)
- بوب هوك على موقع ميوزك برينز (الإنجليزية)
- بوب هوك على موقع إن إن دي بي (الإنجليزية)
- بوب هوك على موقع ديسكوغز (الإنجليزية)